# Adreus
Adreus is een geslacht van sponsdieren uit de klasse van de Demospongiae (gewone sponzen).

## Soorten
- Adreus fascicularis (Bowerbank, 1866)
- Adreus micraster (Burton, 1956)
- Adreus stylifer (Arndt, 1927)